# Colpitts Grange
Colpitts Grange – wieś w Anglii, w hrabstwie Northumberland. Leży 28 km na zachód od miasta Newcastle upon Tyne i 397 km na północ od Londynu.